# Aartsbisdom Clermont

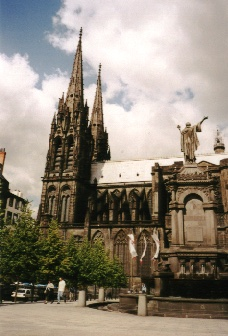
Kathedraal van Clermont-Ferrand

Het Aartsbisdom Clermont (Latijn: Archidioecesis Claromontana; Frans: Archidiocèse de Clermont) is een rooms-katholiek metropolitisch aartsbisdom in Frankrijk. 

Het bisdom binnen Frankrijk

Het bisdom omvat het departement Puy-de-Dôme, in de Franse regio Auvergne. De kathedraal van het bisdom is de kathedraal van Clermont-Ferrand. Het bisdom Clermont was lange tijd een suffragaanbisdom van het aartsbisdom Bourges. In 2002 werd het bisdom verheven tot aartsbisdom. De huidige aartsbisschop van Clermont is François Kalist. 
Tot in de 12e eeuw stond het bisdom bekend als het bisdom Auvergne. In de eerste duizend jaar van zijn bestaan zeer uitgebreid, verloor het bisdom Clermont in 1317 Haute-Auvergne door de oprichting van het bisdom Saint-Flour. In 1822 werd ook Bourbonnais afgesplitst. Dit gebied viel voortaan onder het nieuw opgerichte bisdom Moulins.

## Bisschoppen
(de lijst is incompleet)

### Bisschop van Auvergne
- Sint-Austremonius
- Urbicus
- Legonius
- Sint-Illidius († ca. 384)
- Nepotianus
- Artemius
- Venerandus
- Rusticus
- Namatius
- Eparchius
- Sidonius Apollinaris (471–486)
- Abrunculus
- Euphrasius († ca. 515)
- Apollinaris
- Sint-Quintianus (Quintianus) (c. 523)
- Sint-Gallus (ca. 486/525–551)
- Cautinus (ca. 554–571)
- Sint-Avitus I (571–594)
- Caesarius (627)
- Sint-Gallus II (ca. 650)
- Genesius (656)

### Bisschop van Clermont
- Gabriel-Emmanuel-Joseph Piguet (1933–1952)
- Pierre-Abel-Louis Chappot de la Chanonie (1953–1974)
- Jean Louis Joseph Dardel (1974–1995)
- Hippolyte Louis Jean Simon (1996-2002)

### Aartsbisschop van Clermont
- Hippolyte Louis Jean Simon (2002-2016)
- François Kalist (2016-heden)

- Bibliothèque nationale de France: cb120042913 (data)
- International Standard Name Identifier: 0000 0001 2158 3346
- Library of Congress Control Number: n79122594
- Nationale Bibliotheek van Israël: 987007570746505171
- Système universitaire de documentation: 028151429
- Virtual International Authority File: 130991203

Clermont (aartsbisdom) · Le Puy-en-Velay · Moulins · Saint-Flour